# 이우람
이우람(李宇欖, 2002년 5월 13일 ~ )은 대한민국의 바둑 기사이다.

## 약력
포항 출신으로 7세 경에 부모의 권유로 바둑을 시작했다. 한국바둑고등학교에 진학 후 김원빈 사범의 지도를 받아 프로바둑 입단을 준비했고, 2018년 제19회 지역연구생입단대회를 통해 프로바둑에 입단했다. 2019년 제7기 하찬석국수배 영재바둑대회 본선 24강에 진출했다.